# ویلکه آلبرتی
ویلکه آلبرتی (به انگلیسی: Willeke Alberti) (زاده ۳ فوریه ۱۹۴۵) خواننده هلندی است.
او نماینده هلند در مسابقه آواز یوروویژن ۱۹۹۴ بود.